# ウラジーミル・チャギン

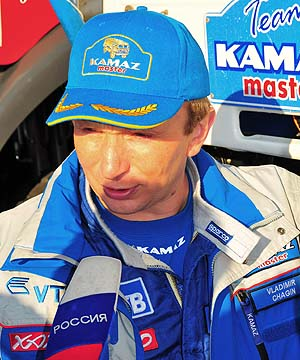
2001年

ウラジミール・ゲンナディエヴィチ・チャギン（露:Владимир Геннадьевич Чагин、英：Vladimir Chagin、1970年1月5日 - ）はロシアのオフロードレーサー。姓は「チャギュイン」の表記揺れがある。
ダカール・ラリーのレジェンドの一人であり、「皇帝」の異名を持つ。通算イベント7勝・イベント3連勝・ステージ63勝・1イベントあたりステージ9勝はいずれもトラック部門における歴代1位の記録である。

## 経歴

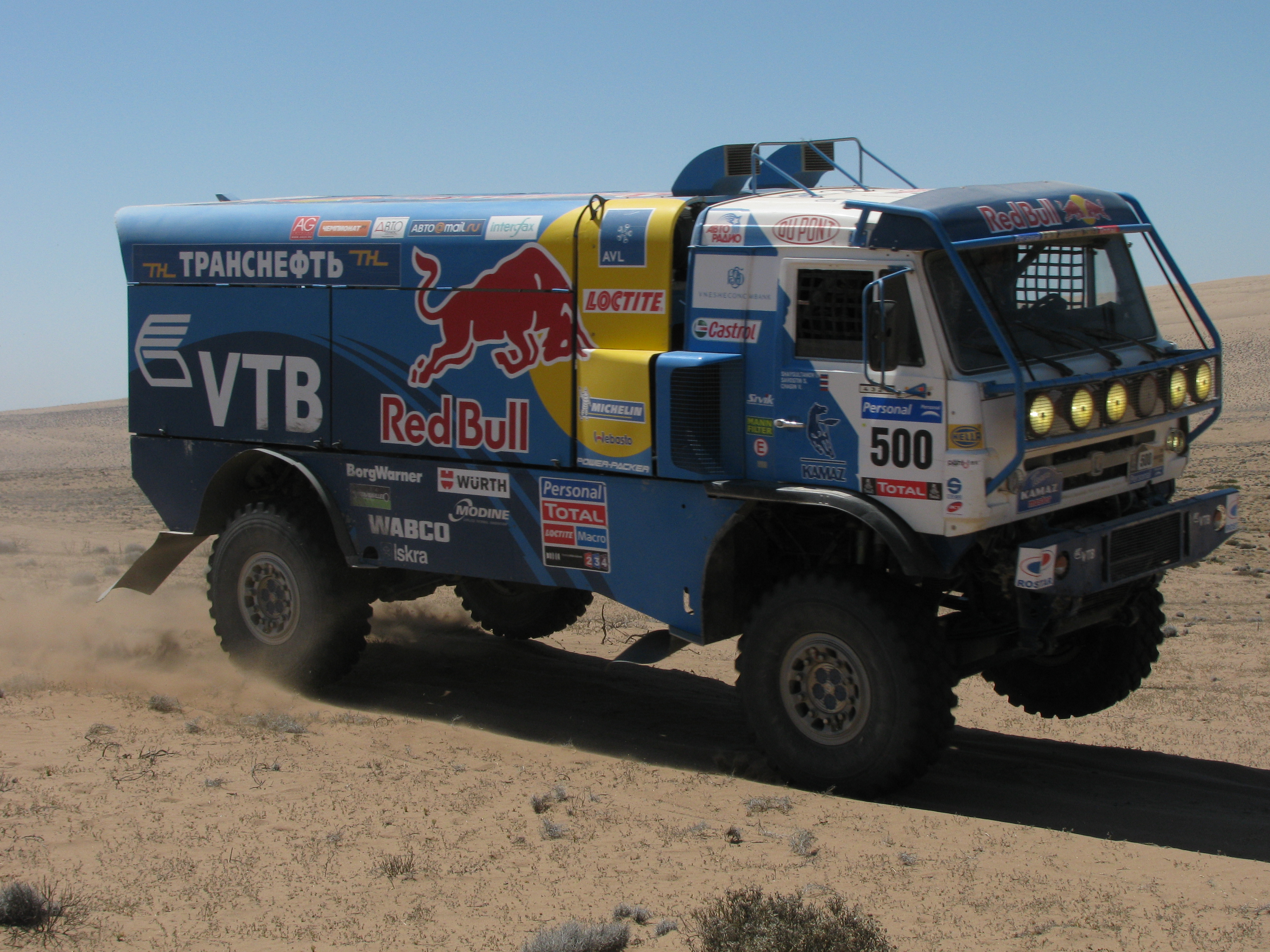
2011年ダカール・ラリーにて

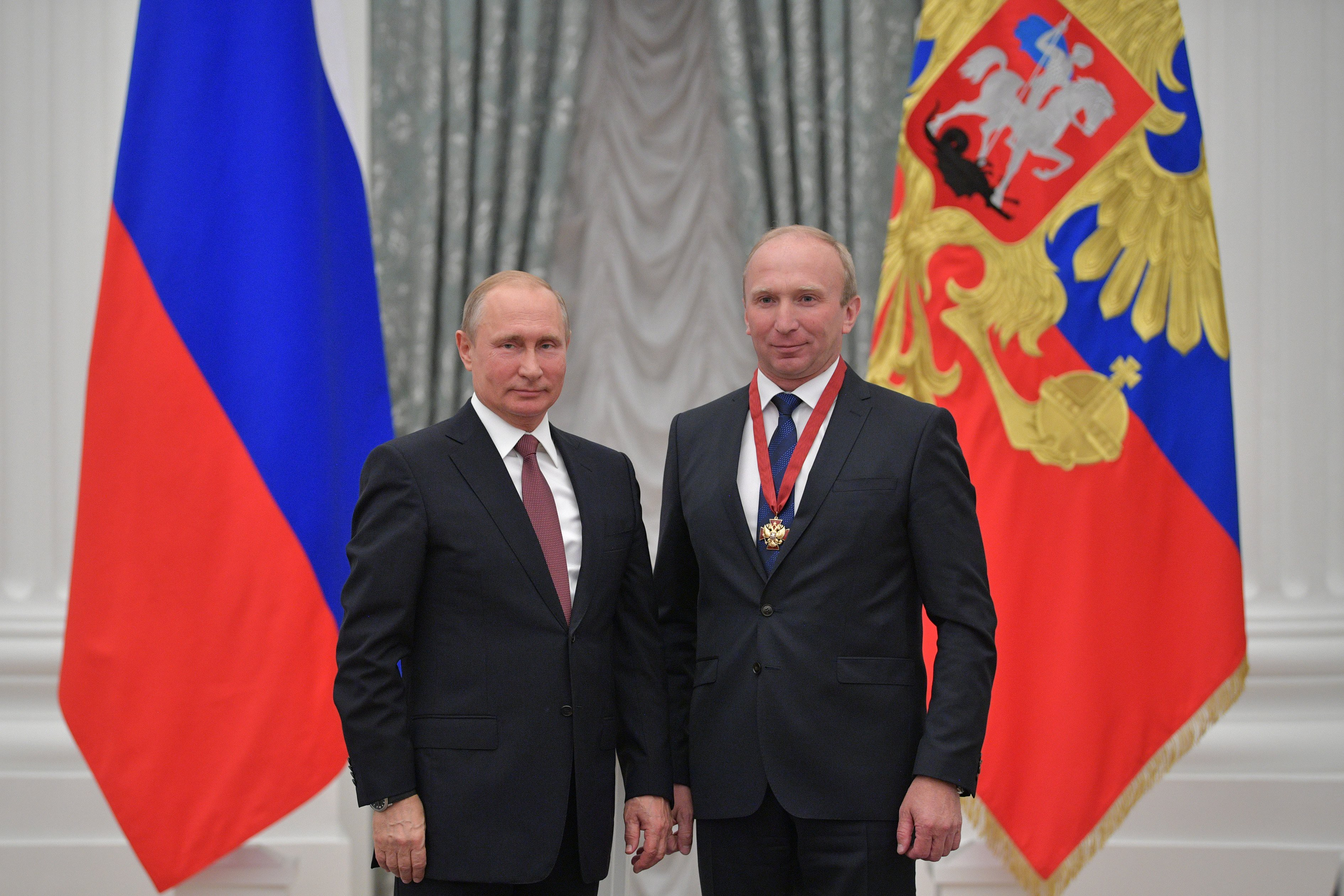
クレムリンで行われた授賞式にて。左はウラジーミル・プーチン大統領。

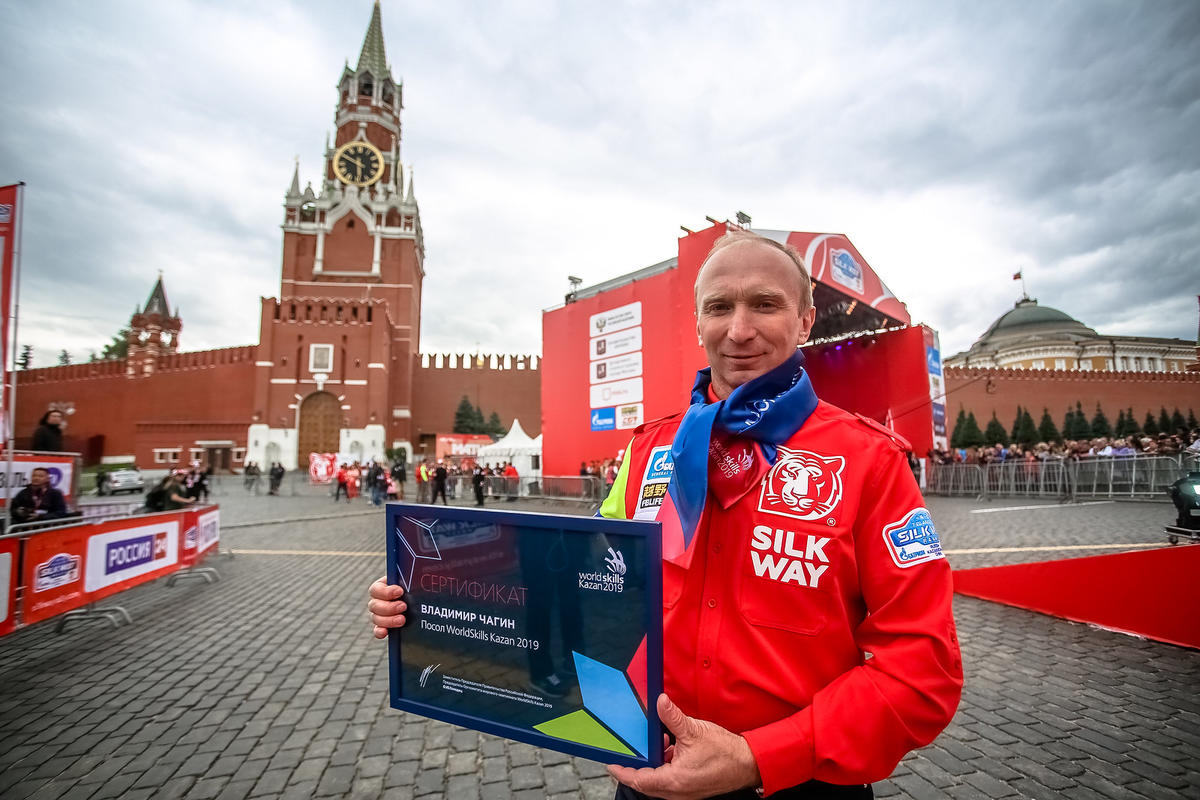
2019年シルクウェイ・ラリーにて

1988年にメカニックとしてロシアの商用車メーカーのカマズに入社し、1990年にライディングメカニックとしてダカールデビュー。1994年大会では、地雷原がどこにあるか分からない状態で砂漠でトラックが故障し、2日間取り残されてしまい、3日目に動こうとしたところチームのサポート部隊に助けられるという九死に一生の出来事があった。
1996年にドライバーへ転向した。最初はうまく行かず、1999年にメカニックに戻って2位を獲得した。
ドライバーに戻った2000年は2日目でラリーリーダーに浮上。最後は2位のカレル・ロプライスに16分差にまで詰められるも無事初優勝を飾り、以降は2002年、2003年、2004年、2006年、2010年、2011年と11開催中7回で優勝を果たし、一躍レジェンドとなった。アフリカと南米の両方の開催でトラック部門を制覇したのは、チャギンの他はチームメイトのフィルダウス・カビロフのみである。
2007年大会はステージ3連勝を狙いプッシュしていたステージ5で、時速150kmで走行中に砂埃に隠れていた岩に激突し、マシンが引き裂かれるほどの大クラッシュに見舞われ、自身は失神、メカニックは骨折した。これによりカマズの連勝は5でストップした。
カマズの1-2-3-4フィニッシュの最上位で終えた2011年大会後の2月、「他のドライバーにも表彰台のチャンスを与えるため」として、ダカールから引退した。
引退後の2013年にチーム・カマズ・マスターの総監督を就任し、初年度に表彰台を独占した。また2015年にシルクウェイ・ラリーのプロジェクト責任者にも就任した。
2022年のロシアのウクライナ侵攻後の、FIAの措置（ロシア人は「中立的立場」で参戦することに同意しなければならない）に対してチャギンは、祖国と大統領への忠誠を理由に拒否しており、カマズは2023年以降のダカールに参戦していない。一方で復帰を望むFIAや他国レース関係者とのコミュニケーションは継続している。